# Analaches
Analaches es un género de coleóptero de la familia Passalidae.

## Especies
Las especies de este género son:
- Analaches australiensis
- Analaches bicavis
- Analaches dubius
- Analaches puberliis